# Aino Mantsas
Aino Mantsas (29 de noviembre de 1922-24 de enero de 1979) fue una actriz y diseñadora de vestuario finlandesa. Entre otros teatros, fue actriz en el Helsingin Kansanteatteri, y llevó a cabo memorables papeles de reparto en películas dedicadas al Comisario Palmu. Desde el año 1948 estuvo casada con el director Matti Kassila, con el que tuvo cuatro hijos, el más conocido de ellos el director Taavi Kassila.

## Biografía
Nacida en Helsinki, Finlandia, inició su carrera como actriz teatral en Kuopio y Lahti, pasando después al Helsingin Kansanteatteriin. En este último, Mantsas hizo una de sus más destacadas actuaciones en la obra de Jean-Paul Sartre Kunniallinen portto en el año 1948. Sin embargo, su carrera teatral comenzó a declinar bajo la dirección del teatro por parte de Glory Leppänen. Las dos mujeres acabaron enfrentadas, y Mantsas solo lograba papeles de poca importancia, por lo que finalmente abandonó el teatro. 
Mediados los años 1950 se unió al Teatro de Pori, que en la época dirigía Matti Kassila. En Pori hizo, entre otros, el papel principal de la pieza de Jean Anouilh Antígona. Más adelante el matrimonio regresó a Helsinki. 
Mantsas protagonizó un total de nueve películas, siendo sobre todo conocida por su trabajo en tres cintas dedicadas al Comisario Palmu rodadas a principios de los años 1960. Su trayectoria cinematográfica incluye también papeles de reparto en los clásicos dirigidos por su marido Radio tekee murron, Hilmanpäivät y Syntipukki. Además de su trabajo como actriz, también fue diseñadora de vestuario en varias producciones
Aino Mantsas falleció a causa de un cáncer de mama en Helsinki en 1979. Sus restos fueron incinerados.

## Filmografía

### Actriz
- 1948 : Ruusu ja kulkuri
- 1951 : Radio tekee murron
- 1952 : Radio tulee hulluksi
- 1954 : Hilmanpäivät
- 1957 : Syntipukki
- 1960 : Komisario Palmun erehdys
- 1961 : Kultainen vasikka
- 1961 : Kaasua, komisario Palmu!
- 1961 : Yllätyslahja
- 1962 : Tähdet kertovat, komisario Palmu
- 1966 : Tuntematon kenraali
- 1971 : Hautajaiset
- 1973 : Polkkapari

### Diseñadora de vestuario
- 1968 : Täällä Pohjantähden alla
- 1971 : Aatamin puvussa... ja vähän Eevankin
- 1972 : Haluan rakastaa Peter
- 1973 : Pohjantähti